# 阅兵广场 (梅斯)

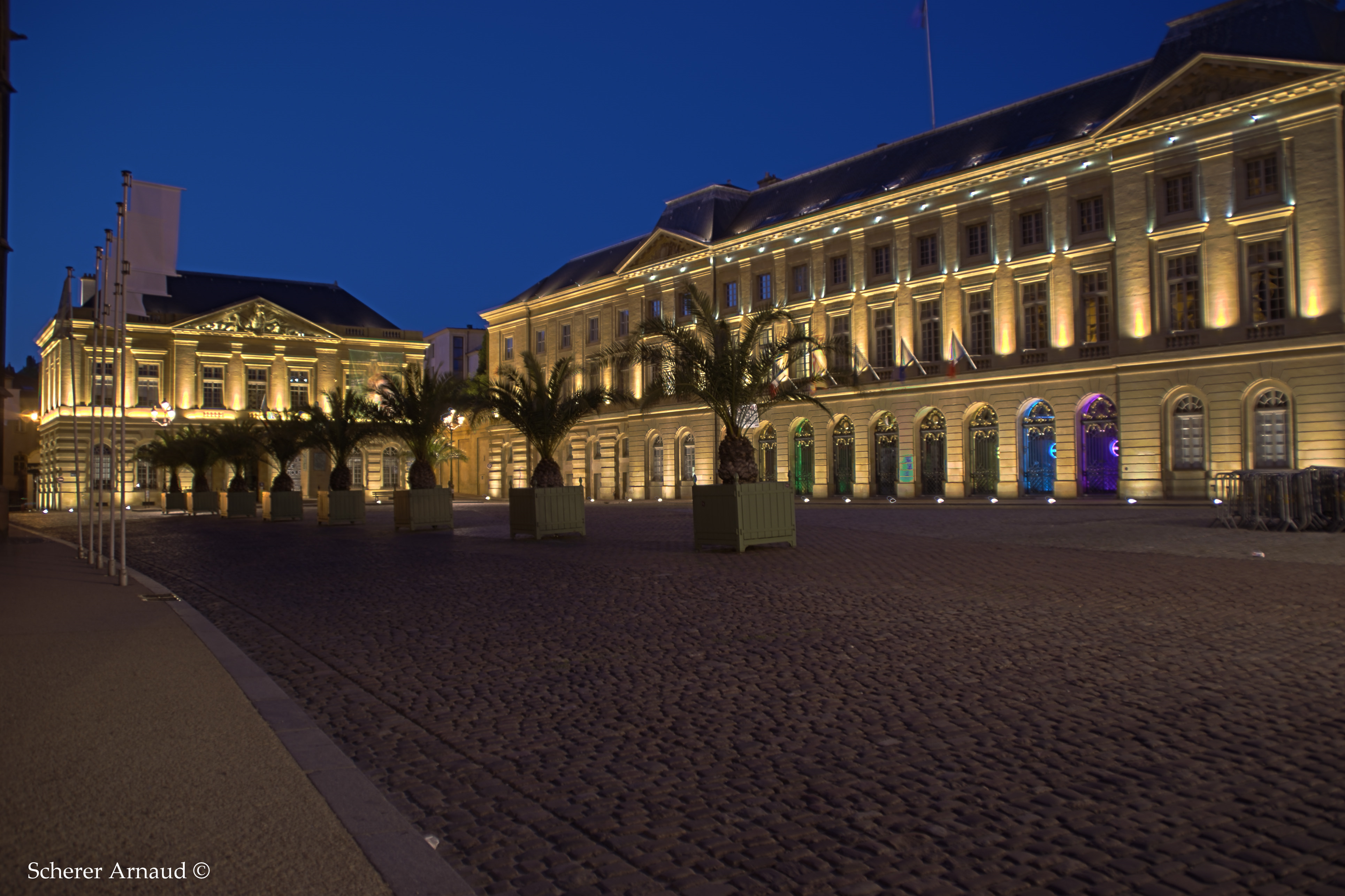

阅兵广场（Place d’Armes）是法国洛林摩泽尔省梅斯的一个广场，位于梅斯主教座堂和梅斯市政厅之间。它建于1754年至1788年。现在是城市的心脏地带，和公众集会的地点。
该广场在历史上曾经一再更名。在大革命期间曾经改名，1806年更名为拿破仑广场，1816年改为市政厅广场。德国兼并阿尔萨斯-洛林后改为阅兵广场（Paradeplatz）。

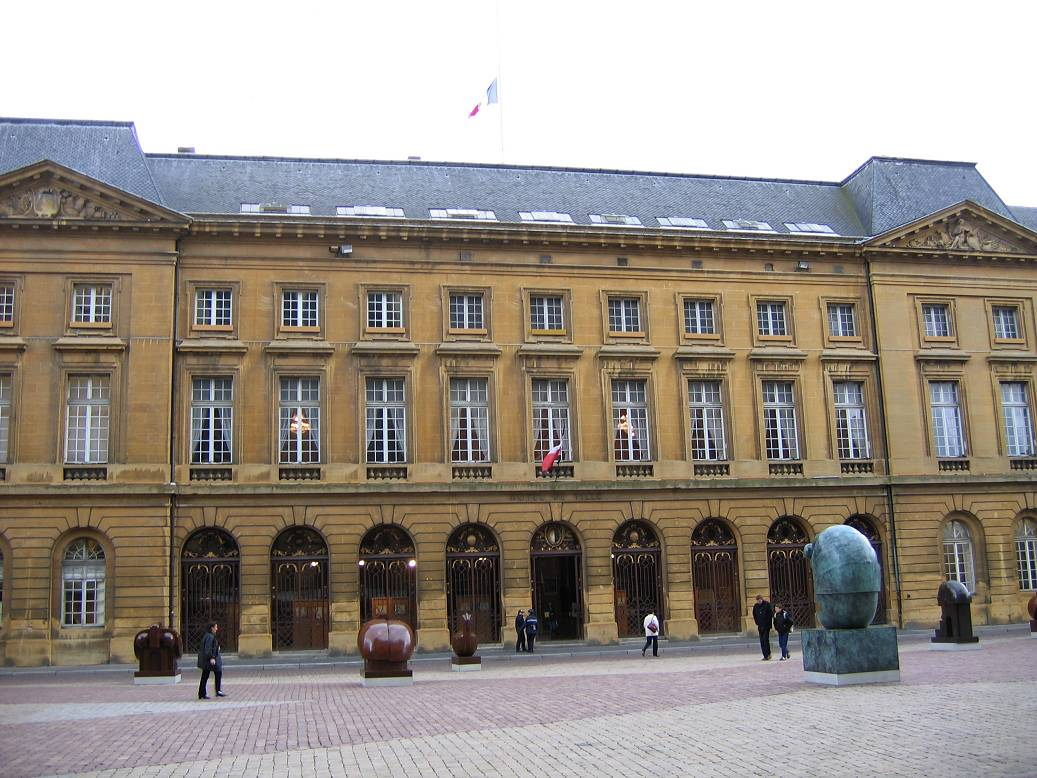
市政厅
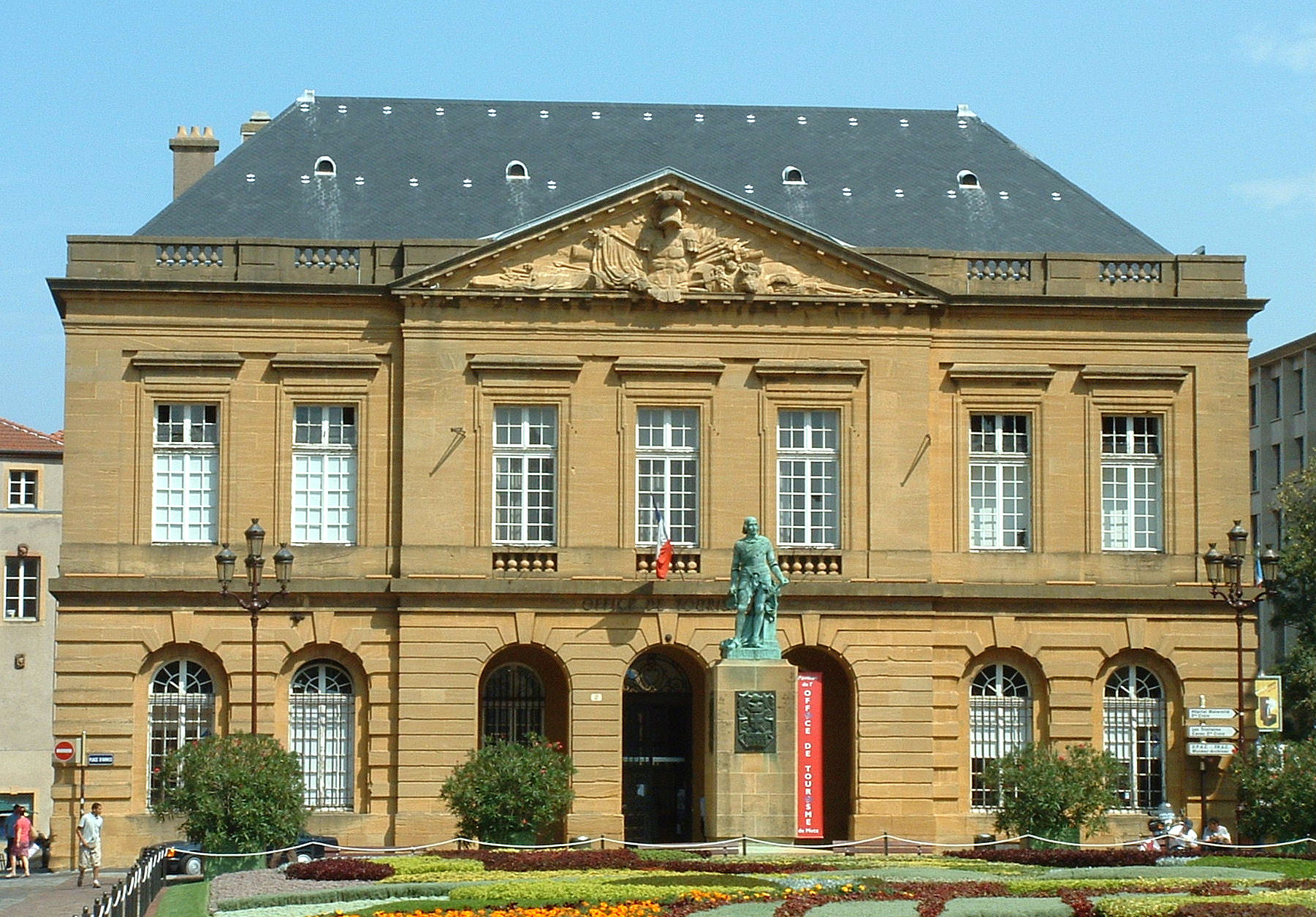
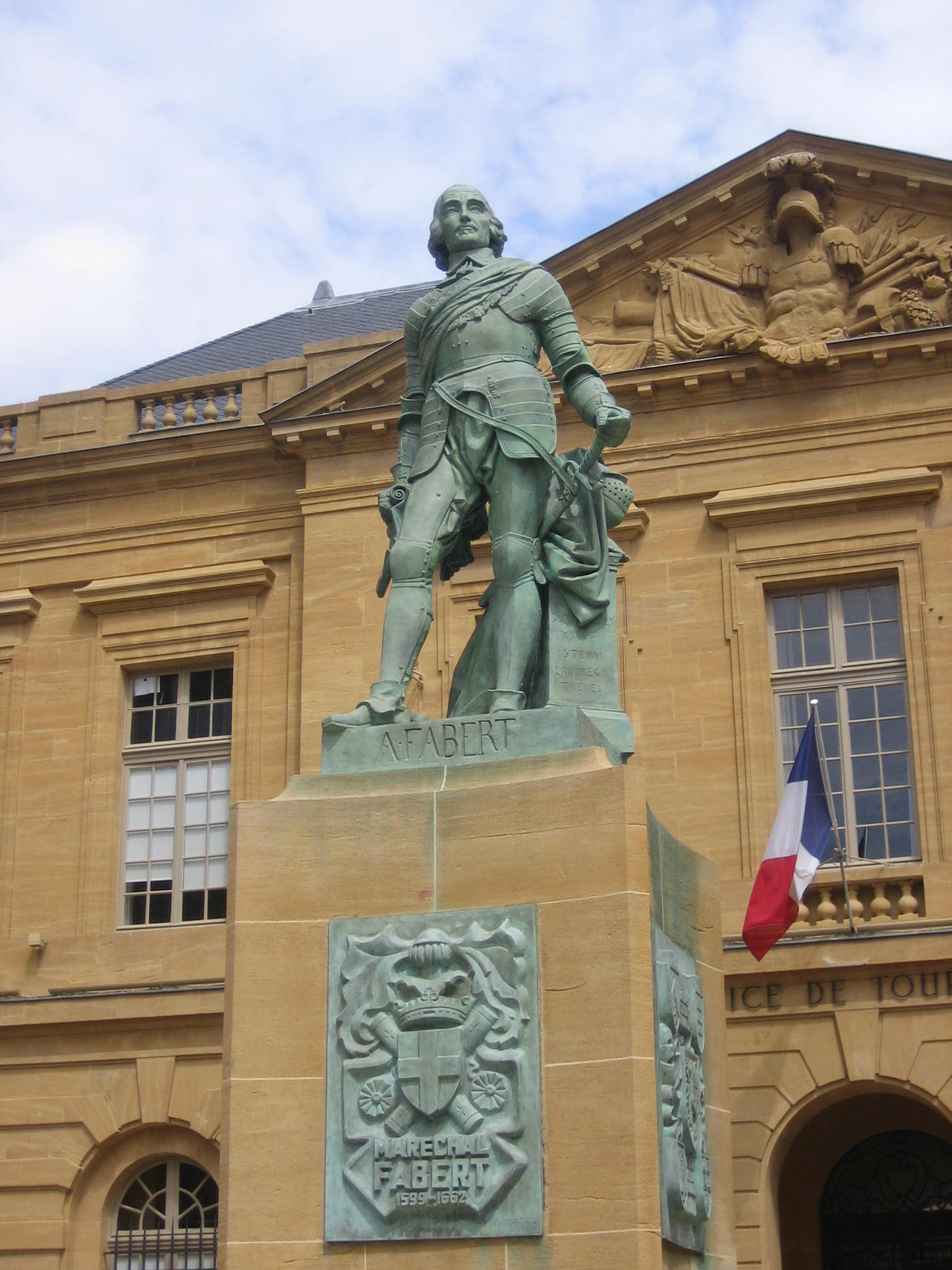
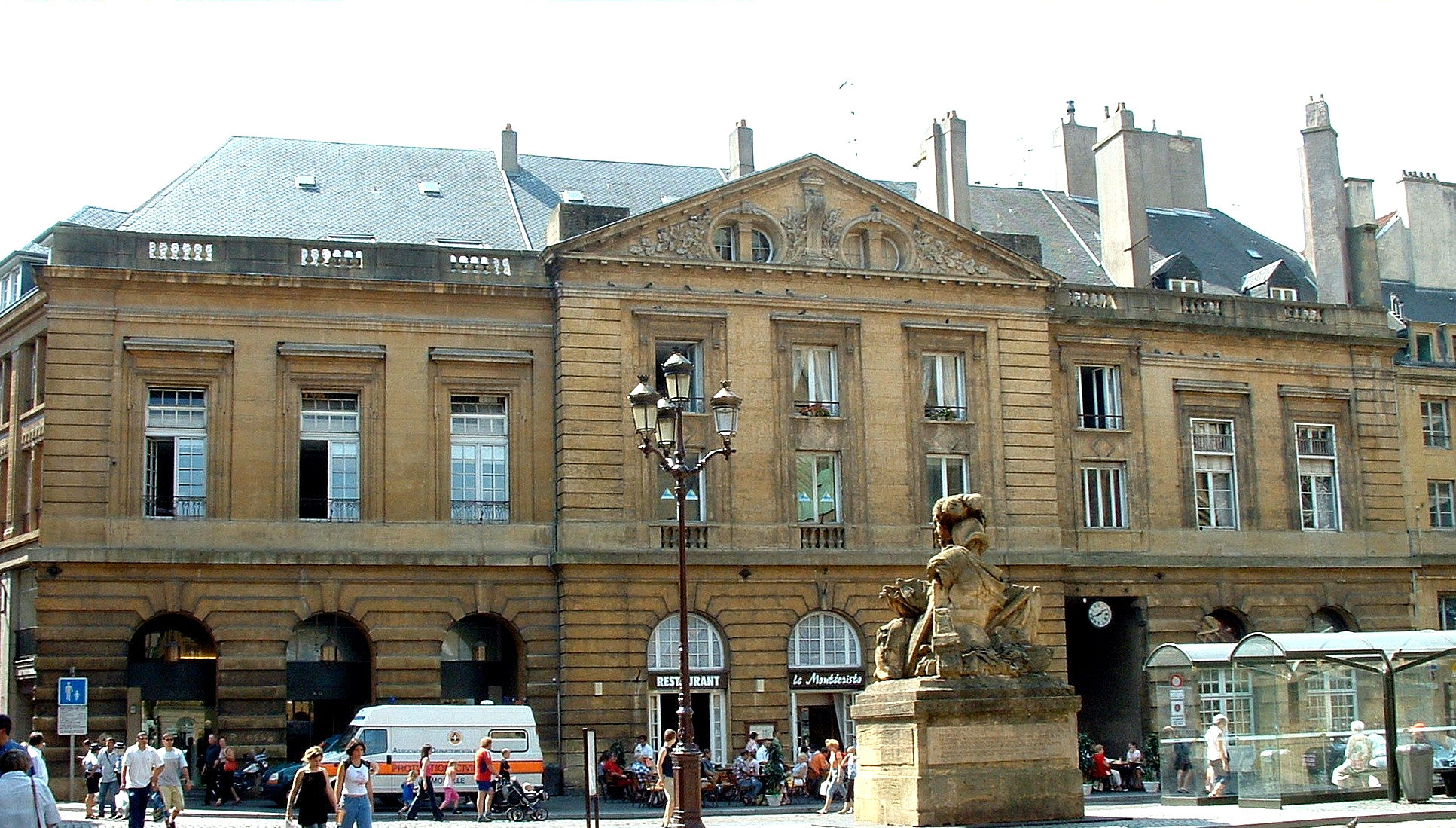